# Çiçekli, Edremit
Çiçekli là một thị trấn thuộc huyện Edremit, tỉnh Van, Thổ Nhĩ Kỳ. Dân số thời điểm năm 2011 là 4.857 người.